# Hinata no ōkami
Hinata no Ookami es un manga creado por Saitou Misaki y publicado en Japón de 2004 a 2006. Existen 5 tomos.

## Resumen
Se trata de una crónica histórica realista sobre los comienzos del Shinsengumi que protagoniza Hijikata Toshizō. La historia se sitúa en el período del Bakumatsu y relata los acontecimientos históricos desde la perspectiva de los rônin de Mibu del cual formará parte Hijikata, narrando la creación del Shinsengumi y sus comienzos. Sin embargo, la historia se acaba con el asesinato de Serizawa Kamo y por lo tanto no menciona las acciones posteriores del Shinsengumi.
- Datos: Q5898191